# سيا باتن
سيا باتن (بالإنجليزية: Cyia Batten)‏ هي راقصة وممثلة أمريكية، ولدت في 26 يناير 1972 في الولايات المتحدة.

## أعمال

### أفلام
- (2006) البداية[5][6]
- (2007) حرب تشارلي ويلسون

### مسلسلات
- ديب سبيس ناين

## وصلات خارجية
- سيا باتن على موقع IMDb (الإنجليزية)
- سيا باتن على موقع روتن توميتوز (الإنجليزية)
- سيا باتن على موقع أول موفي (الإنجليزية)
- سيا باتن على موقع قاعدة بيانات الفيلم (الإنجليزية)